# Лангзур
Лангзур (нім. Langsur) — громада в Німеччині, розташована в землі Рейнланд-Пфальц. Входить до складу району Трір-Саарбург. Складова частина об'єднання громад Трір-Ланд.
Площа — 11,93 км2. Населення становить 1759 ос. (станом на 31 грудня 2020).

## Галерея

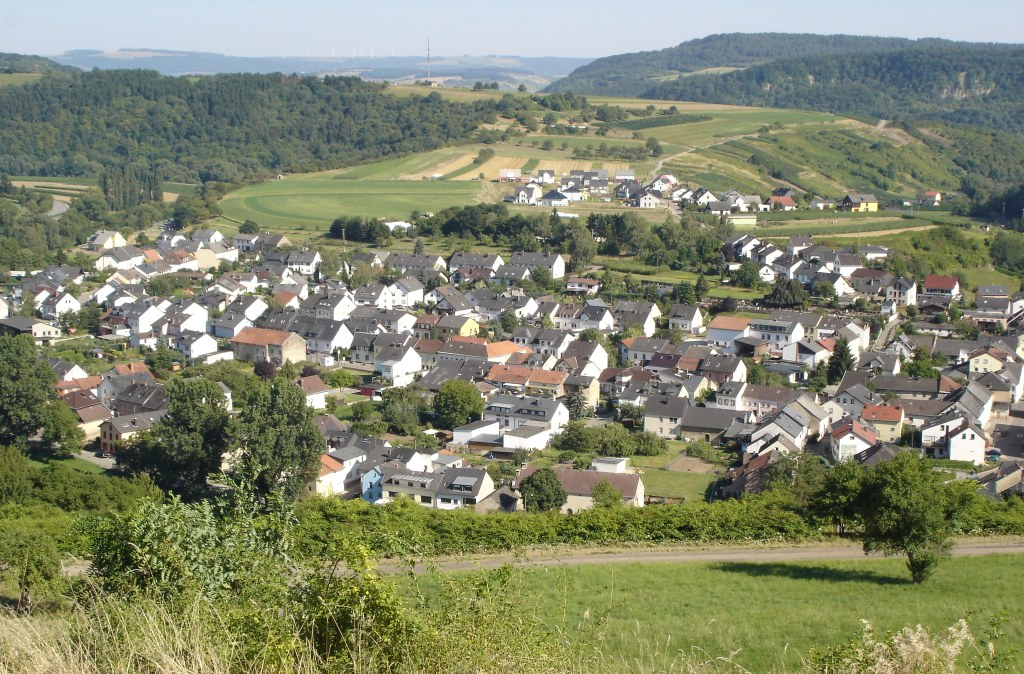
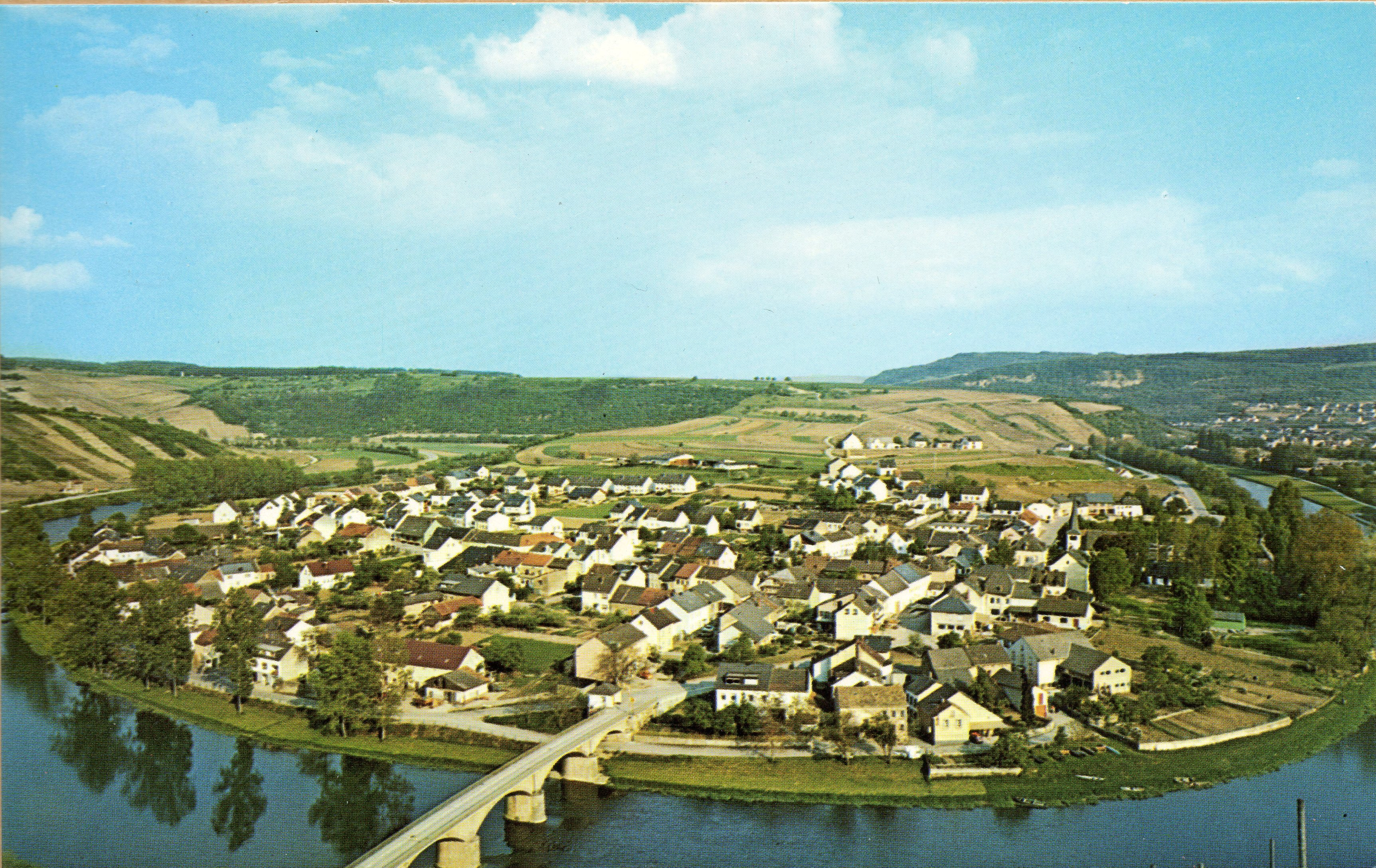
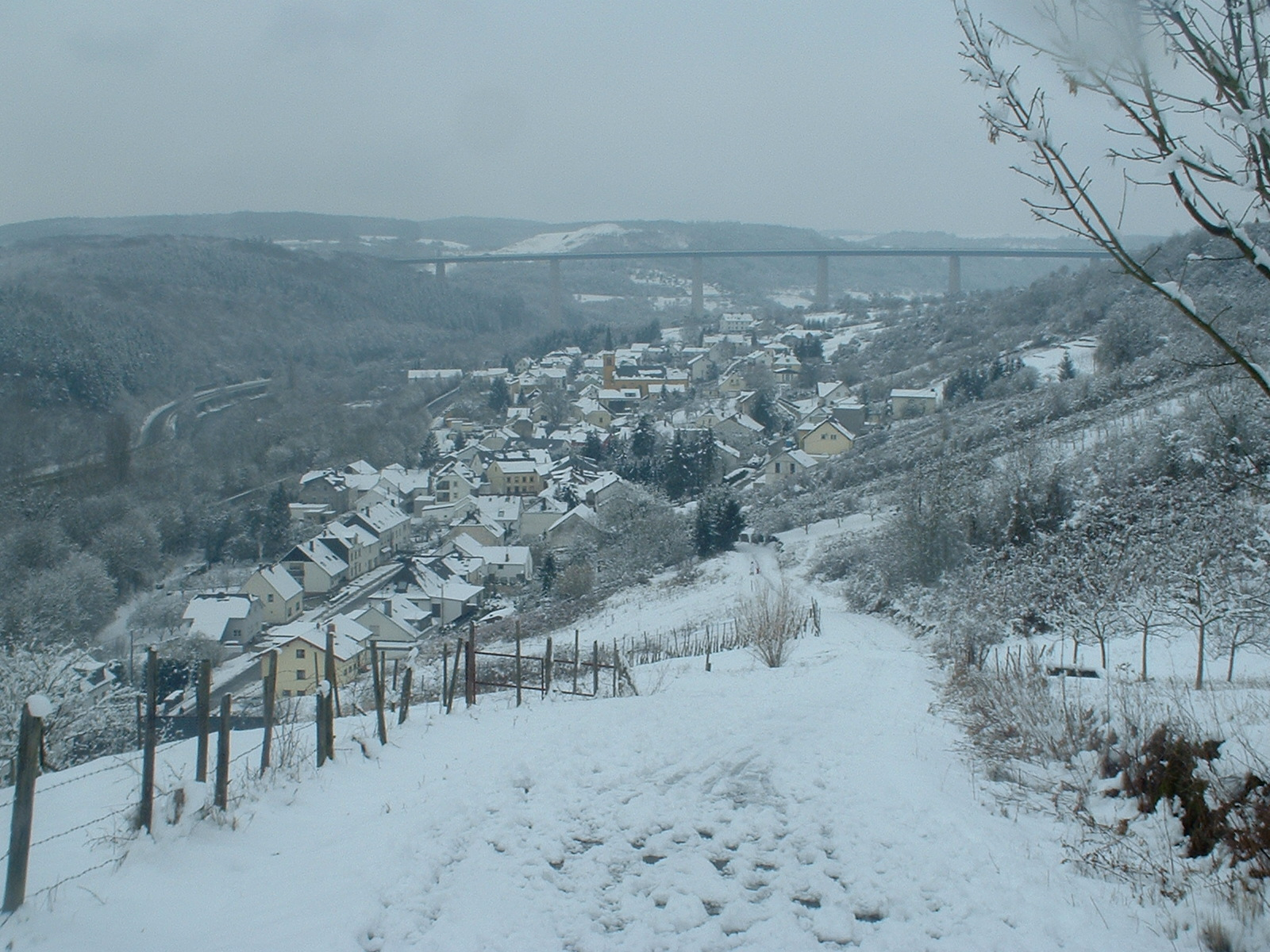